# 圣西尔格昂蒙塔涅
圣西尔格昂蒙塔涅（法語：Saint-Cirgues-en-Montagne，法語發音：[sɛ̃ siʁɡ ɑ̃ mɔ̃taɲ]，意为“山上的圣西尔格”）是法国阿尔代什省的一个市镇，属于拉让蒂耶尔区。

## 地理
圣西尔格昂蒙塔涅（44°45'22"N, 4°5'30"E）面积21.78 平方千米，位于法国奥弗涅-罗讷-阿尔卑斯大区阿尔代什省，该省份为法国东南部内陆省份，北起顺时针与卢瓦尔省、伊泽尔省、德龙省、沃克吕兹省、加尔省、洛泽尔省和上盧瓦爾省接壤。
与圣西尔格昂蒙塔涅接壤的市镇（或旧市镇、城区）包括：克罗德热奥朗、伊桑拉、勒拉克迪萨莱斯、拉沙佩勒格拉尤斯、马藏拉拜、蒙珀扎苏博宗、勒鲁。

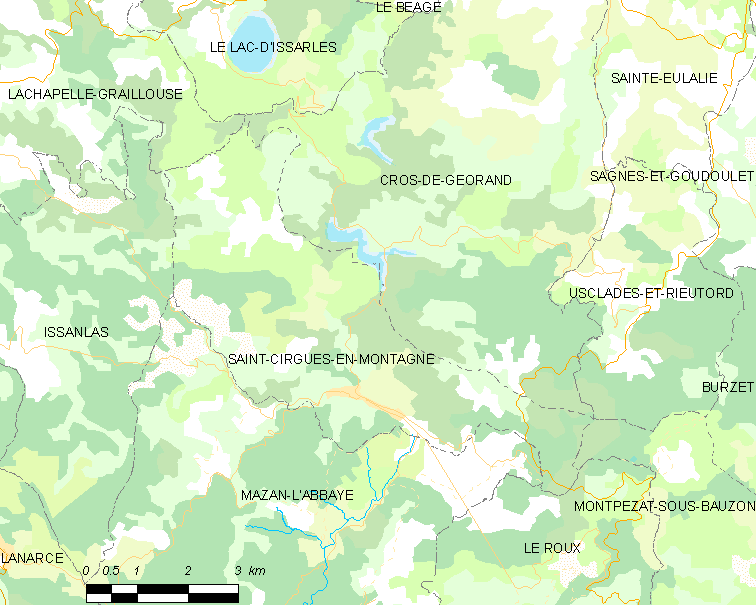
圣西尔格昂蒙塔涅的OSM定位图

圣西尔格昂蒙塔涅的时区为UTC+01:00、UTC+02:00（夏令时）。

## 行政
圣西尔格昂蒙塔涅的邮政编码为07510，INSEE市镇编码为07224。

## 政治
圣西尔格昂蒙塔涅所属的省级选区为上阿尔代什县。

## 人口

1962-2008年间圣西尔格昂蒙塔涅人口变化图示

圣西尔格昂蒙塔涅于2022年1月1日时的人口数量为215人。